# Johan Cruijff Boulevard
De Johan Cruijff Boulevard, tot 2020 ArenA Boulevard, is een voetgangerspromenade in het centrumgebied van Amsterdam-Zuidoost.
Het verbindt de Ziggo Dome en naastgelegen Johan Cruijff ArenA met station Bijlmer ArenA, aansluitend op winkelcentrum de Amsterdamse Poort. Aan de promenade zijn onder andere de woonmall Villa ArenA, AFAS Live, Pathé Arena, diverse kantoorgebouwen, winkels en horecagelegenheden gelegen. Hoewel de straat een boulevard heet is de ruimte meer een lang en breed plein. De Boulevard onderscheidt zich door grootschaligheid van de winkels en het formaat van de uitgaanscentra. Het wordt doorgaans gebruikt om te wachten of te verzamelen voor grote evenementen in de uitgaansgelegenheden. Op 1 juli 2020 werd de naam veranderd van ArenA Boulevard (die het namenthema met twee hoofdletter A's volgde net als andere attracties in de buurt) naar Johan Cruijff Boulevard, ter ere van voetballer Johan Cruijff.

## Ontwikkeling
Het plan om een plein c.q. boulevard aan te leggen ontstond medio jaren 1990 tijdens de bouw van het stadion, de toenmalige Amsterdam ArenA. De omgeving van het stadion was nog onbebouwd. En tot die tijd waren er aan de westelijke zijde van de spoorlijn Amsterdam-Utrecht vooral kantoren maar met de komst van het stadion kreeg ook de westelijke zijde een recreatieve functie. Ten oosten van het station Amsterdam Bijlmer en het Hoekenrodeplein bevond zich sinds 1986 het grote winkelcentrum Amsterdamse Poort. Er kwam een plan waarbij het aantal vrijetijdsvoorzieningen grootschalig uitgebreid zou gaan worden en waarbij er getracht werd om meer samenhang te brengen in het gebied. Ten westen van het stadion zou een grote Woonmall gebouwd gaan worden met een boulevard die langs het stadion, en onder het station door, uit zou komen op het Hoekenrodeplein en het winkelcentrum Amsterdamse Poort. Daartoe zouden zowel het station Bijlmer als de Foppingadreef (die loopt tussen het Hoekenrodeplein en het winkelcentrum) verder verhoogd moeten worden: zowel de spoorlijn als de weg lagen al op een verhoogd talud maar de onderdoorgangen zouden verder verruimd en verhoogd worden. Aan deze Boulevard zouden in deze periode verder zowel een megabioscoop, als een concerthal (de toenmalige Heineken Music Hall) als diverse megastores worden gebouwd. Het (al bestaande) winkelcentrum, de megastores, de Woonmall, het nog nieuwe stadion, de bioscoop en de concerthal vormen sinds het (grotendeels) gereedkomen van dat plan een groot vrijetijds- en recreatiecluster in het gebied rondom het station. Station Bijlmer zou, ook met het oog op de komst van deze boulevard, behalve verhoogd, ook totaal verbouwd en uitgebreid worden. De Boulevard loopt bijna in de volle breedte door onder het station. Ook het Hoekenrodeplein is heringericht in aansluiting op de Boulevard. De ZiggoDome is later ontwikkeld en gebouwd.
De Johan Cruijff Boulevard is nog nooit 'af' geweest. Verschillende plannen voor ontwikkeling werden telkens maar gedeeltelijk uitgevoerd, of strandden helemaal voor uitvoering.
Zo onderging in 2007 maar de helft van de toenmalige ArenA Boulevard een herinrichting, samen met de openbare ruimte van Amsterdamse Poort en de volledige vernieuwing van Station Bijlmer ArenA. Naar een ontwerp van Karres en Brands werd de bestrating, grotendeels bestaand uit grijze betonnen platen, vervangen door grijs, rood, geel en oranjekleurige gebakken klinkers neergelegd als een groot abstract mozaïek. De standaard openbare verlichting op palen werd vervangen door gespannen verlichtingsarmaturen bevestigd aan de gebouwen en enkele masten, die 's avonds de open ruimte gelijkmatig verlichten en doen denken aan een sterrenhemel. Verspreid over de ruimte werden lange banken geïntegreerd. Dit alles met het doel om het gebied meer kleur, gezelligheid, sociale veiligheid en comfort te geven. Voor de Johan Cruijff Arena ligt nog tijdelijke bestrating in afwachting van bouw van het naastgelegen kavel.
Die leegstaande kavel, de halve lengte van de boulevard beslaand en gelegen direct ten westen van AFAS Live, heeft nooit permanente bebouwing gekend. Hier heeft een poos het Grace-theater gestaan, later het Pepsi Stage. Er waren plannen voor een grootschalig 'GETZ Uitgaanscentrum' met allerlei soorten vrijetijdsvermaak en daarbij horende faciliteiten, die geen doorgang heeft gevonden. Na het verwijderen van het Pepsi Stage werd het lege grasveld omgedoopt tot evenemententerrein ArenaPark. Naast dat hier tijdelijke voorstellingen plaatsvonden, werden hier ook enkele keren de huldiging van AFC Ajax gevierd. In de nabije toekomst wordt ArenaPark ontwikkeld tot 'Urban Interactive District', een gebied met nog een theater, een poppodium, vrijetijdsvermaak, woningen, kantoren en een hotel.

## Voorzieningen
- Johan Cruijff Arena
- Station Amsterdam Bijlmer ArenA
- Parkeergarage P6 Uitgaansdriehoek
- Rainbow Offices kantoren
- Theaters;
  - AFAS Live
  - Pathé Arena
  - Ziggo Dome
- Winkels;
  - Decathlon
  - MediaMarkt
  - Woonmall Villa ArenA
  - Albert Heijn (Johan Cruijff Boulevard)
- Horeca;
  - Asian Kitchen
  - Boulevard Fourteen
  - Burger Bitch
  - easyHotel
  - FEBO
  - First
  - Grand Café 3&20
  - Grolsch Pub
  - Ichi-e
  - JinSo
  - Kurio's Döner

## Openbaar vervoer
De dichtstbijzijnde treinstations zijn Amsterdam Bijlmer ArenA en Duivendrecht. De dichtstbijzijnde metrostations zijn Bijlmer ArenA, Strandvliet en Duivendrecht. De ArenA Boulevard is ook bereikbaar per bus, waaronder het R-net, die station Bijlmer ArenA verbindt met andere plekken in Amsterdam-Zuidoost en de regio. 

## Galerij

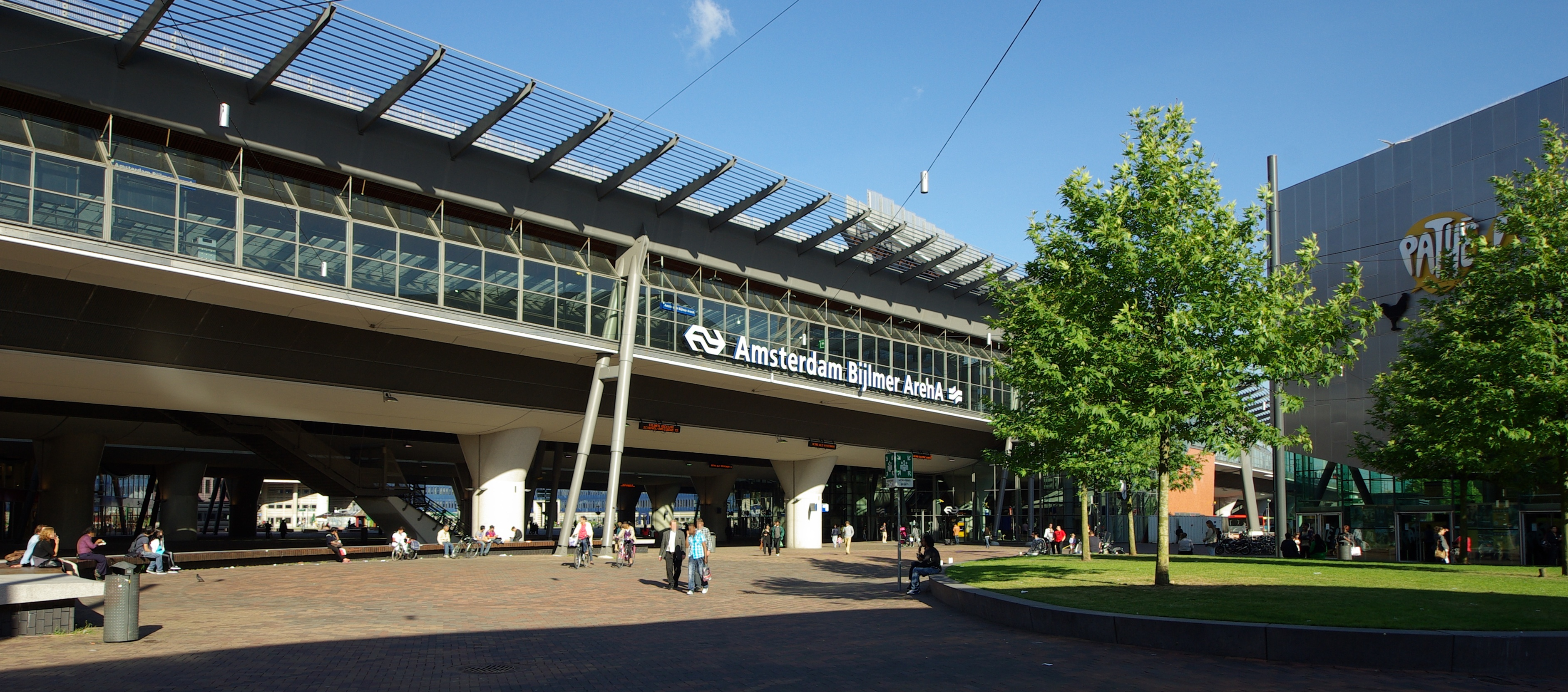
Station Bijlmer ArenA en Pathé Arena
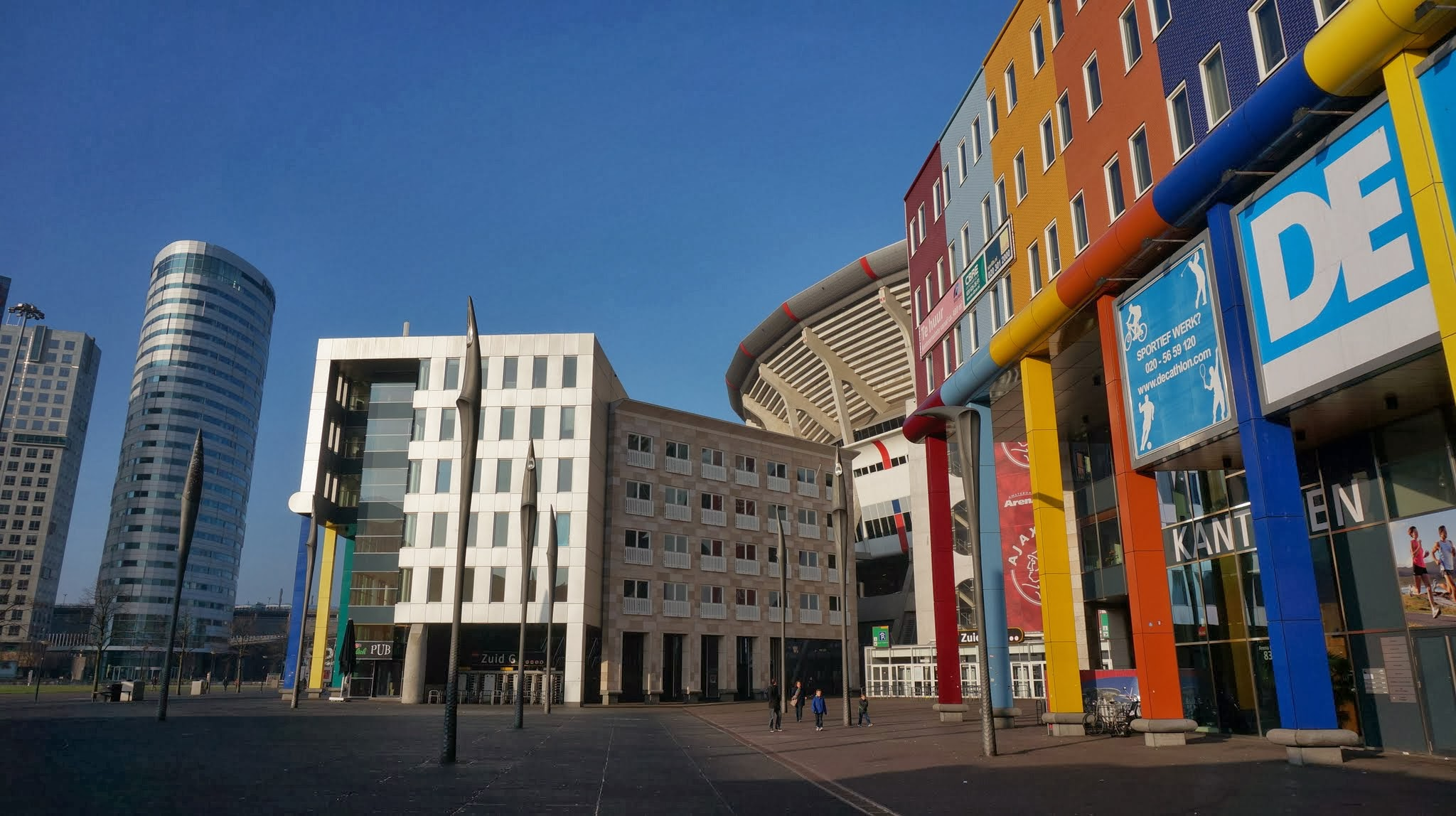
Entree Zuid van de Johan Cruijff Arena
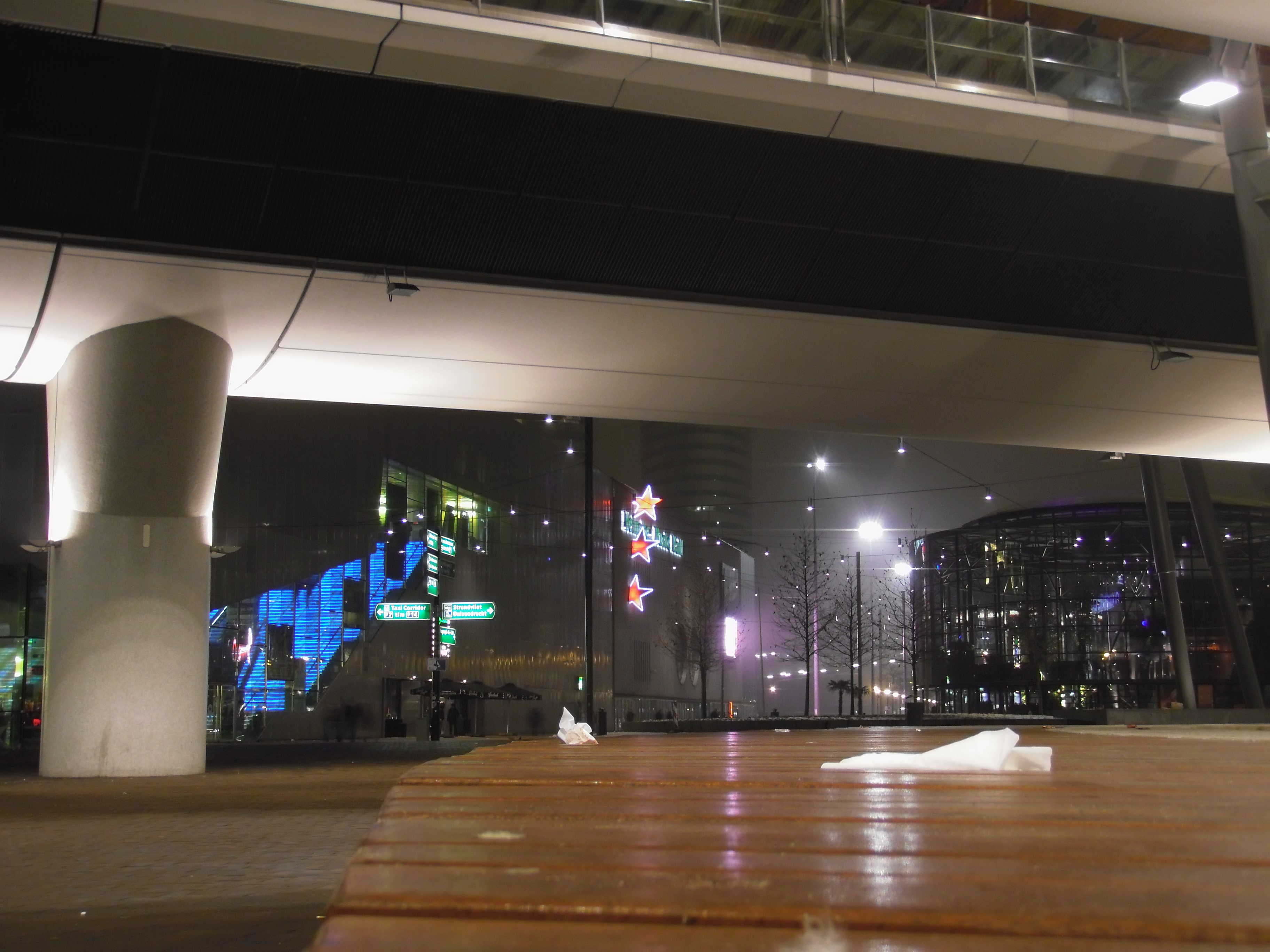
De Boulevard bij nacht
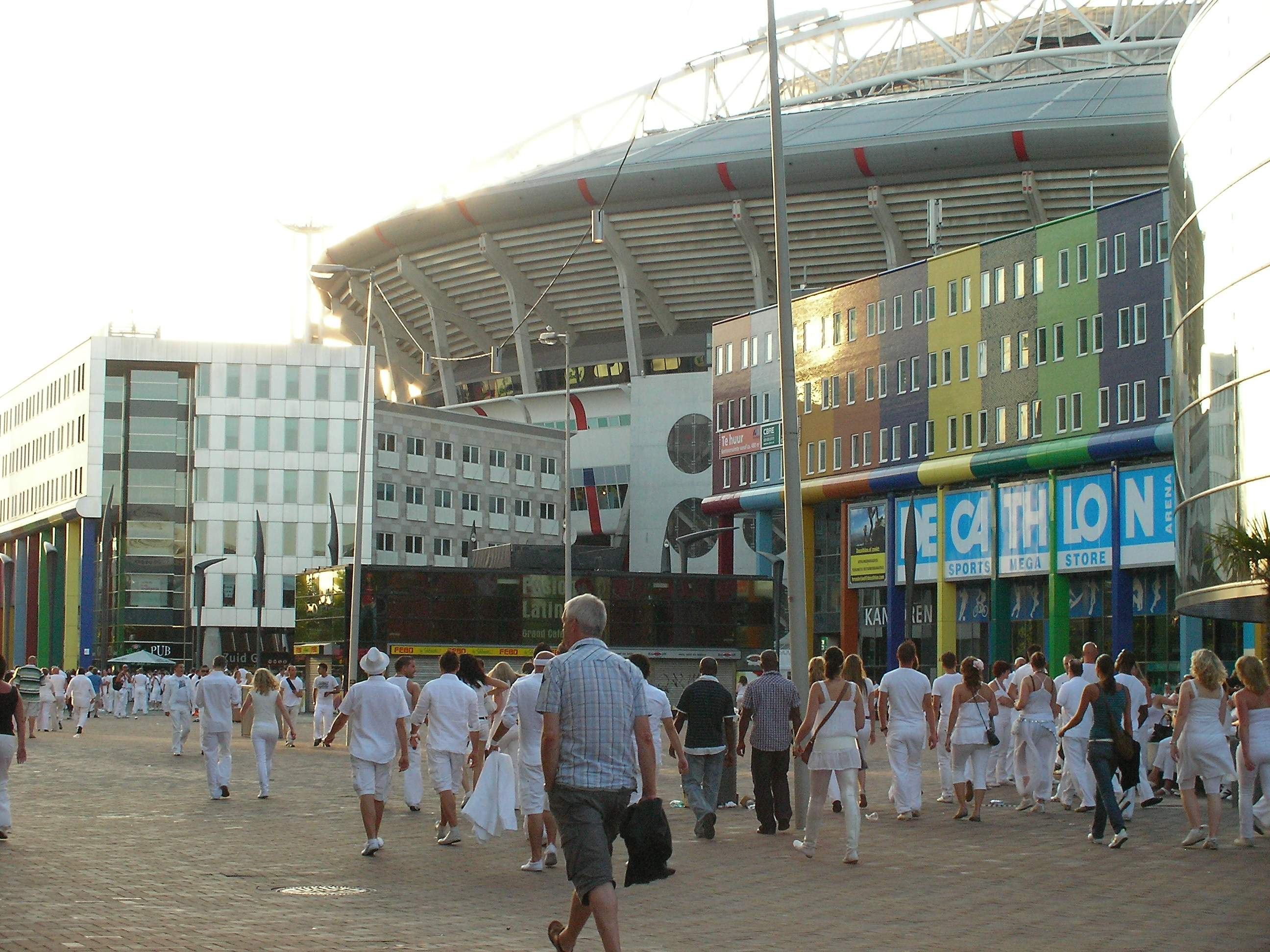
Plein als verzamelplek voor evenementenlocaties
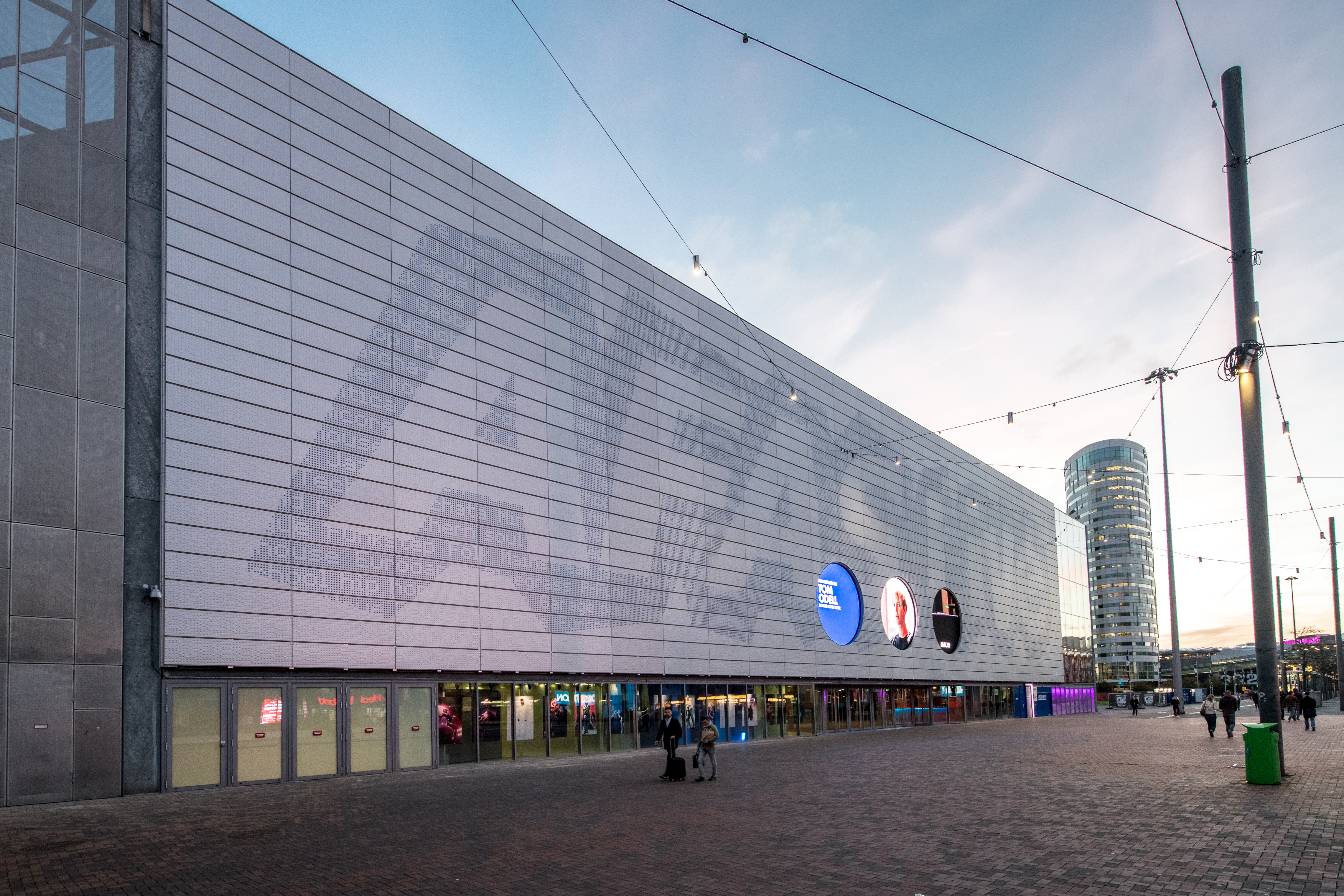
AFAS Live